# テキサス・アンド・パシフィック・レールロード駅 (マーシャル)
テキサス・アンド・パシフィック・レールロード駅 （英語： Texas and Pacific Railroad Depot ）は、アメリカ合衆国テキサス州マーシャル ノース・ワシントン・ストリート800にある駅。全米各地を結ぶ旅客鉄道のアムトラックが乗り入れている。

## 概要
テキサス・アンド・パシフィック・レールロード駅はデルタ線の内側に駅舎がある。
当駅は、テキサス・アンド・パシフィック鉄道（T＆P）によって1912年に建てられ、待合室だけでなく、同社の東部地区管理局のオフィスがあった。約700平方メートルの3階建ての駅舎は約26.7ヘクタールに及ぶ車両工場、給水塔、および倉庫を含め75棟の建物で構成されていた鉄道施設の唯一現存している建築物である。今日では、美しく修復された駅には、アムトラックの列車が停車し、テキサス・アンド・パシフィック鉄道博物館が設置されている。元テキサス・アンド・パシフィック鉄道の車輪配置 2-8-2「ミカド」400号機機関車とユニオン・パシフィック鉄道の車掌車が敷地に静態保存されている。
マーシャルに到達した最初の鉄道はサザン・パシフィック鉄道（1865年–1996年に存在したサザン・パシフィック鉄道とは無関係）であったが、テキサス・アンド・パシフィック鉄道はマーシャルを真の鉄道の町にした。T＆Pは連邦政府の認可を得たテキサス州で唯一の鉄道だった。鉄道会社がもたらす経済的利益や雇用を実現させるため、マーシャルは、町での事業をベースに鉄道を納得させるために土地や30万ドル相当の債券を寄付した。20世紀になる前にテキサス・アンド・パシフィック鉄道はフォートワースに本社を移転したが、鉄道のディーゼル化が進展する第二次世界大戦後までマーシャルの車両工場は重要な施設であり続けた。当駅は、1970年にテキサス・アンド・パシフィック鉄道が旅客列車を廃止するまで営業を続けた。新たに設立されたアムトラックが1974年に旅客列車を再開させたが駅は無人駅となった。基本的なメンテナンスがなされず建物は荒廃した。
1988年、テキサス・アンド・パシフィック鉄道の後身であるユニオン・パシフィック鉄道（UP）は建物を取り壊すための申請をした。しかし、マーシャル市民が歴史的な駅を手放す準備ができていなかった。商工会議所が駅舎の解体を阻止し、1990年に、マーシャル・デポ社（MDI）と呼ばれる非営利のグループがユニオン・パシフィック鉄道から建物の借用に成功した。1990年代半ばには、建築計画のための総合陸上交通効率化法（ISTEA）助成金7万ドルにより大規模な改修プロジェクトは可能になった。MDIから24,000ドルの寄付があり、MDIがマッチさせた必要とされる244,000ドルを含む総合陸上交通効率化法（ISTEA）助成金の98万ドルが追加となった。ダラスのメドウズ財団はまた、チャレンジ補助金の形で84,000ドルを寄付した。

## 利用可能な鉄道路線／列車
アムトラックの停車する列車は下記の通り。
シカゴとサンアントニオ / ロサンゼルス間の夜行長距離列車テキサス・イーグル号 …1日1往復停車
※南行列車のシカゴ（日・火・金）出発便はサンアントニオでサンセット・リミテッド号と併結され、ロサンゼルス行きとなる。シカゴとサンアントニオ間は毎日運転。北行列車のロサンゼルス（日・水・金）出発便はサンアントニオまでサンセット・リミテッド号と併結され、同駅で切り離し。サンアントニオとシカゴ間は毎日運転。

## バス
当駅から乗車できるバスは以下の通り。
路線バス イースト・テキサス・カウンシル・オブ・ガバメンツ (GoBus) 